# Razzle (muzyk)
Razzle, właśc. Nicholas Dingley (ur. 2 grudnia 1960 w Royal Leamington Spa, zm. 8 grudnia 1984 w Redondo Beach) – angielski perkusista fińskiego zespołu muzycznego Hanoi Rocks. Był jego członkiem od 1982 roku do śmierci.

## Biografia
Urodził się w Royal Leamington Spa w Anglii jako syn Patricii Ingram, która oddała go do adopcji. Adoptowali go Henry i Irena Dingley. Dojrzewał w miasteczku Coventry, później na wyspie Wight, we wsi Binstead.
Przed dołączeniem do Hanoi Rocks grał w brytyjskich zespołach takich jak Thin Red Line, The Fuck Pigs, Demon Preacher (z udziałem Nika Fienda, późniejszego członka Alien Sex Fiend) i The Dark, w którym wydał mini-album.
W 1983 r. Sami Yaffa ujawnił, że on i Razzle planują opuścić zespół Andy’ego McCoya, głównie z powodu nieznośnego zachowania lidera.

## Śmierć
Pod koniec 1984 roku Hanoi Rocks odbywało pierwszą trasę koncertową w Stanach Zjednoczonych. Kiedy frontman, Michael Monroe, złamał sobie kostkę, zespół pominął kilka koncertów; w trakcie przerwy wokalista Mötley Crüe – Vince Neil – zaprosił grupę do swojego domu w Kalifornii.
8 grudnia Razzle odwiedził dom Neila i spędził z nim dzień w Redondo Beach. Obaj zadecydowali, że pojadą do pobliskiego sklepu alkoholowego samochodem Vince’a, De Tomaso Pantera. Neil prowadząc auto w stanie nietrzeźwości, w momencie przyspieszania, stracił nad nim kontrolę i uderzył w nadjeżdżający pojazd. Po tym zdarzeniu odnieśli poważne rany. Razzle został wysłany do South Bay Hospital, w którym o 7:12 czasu lokalnego zarejestrowano zgon. Muzyk został pochowany w Holy Cross Church w Binstead na wyspie Wight. Z powodu tego wydarzenia trzeci album Mötley Crüe o nazwie Theatre of Pain został wydany z dedykacją dla perkusisty.
Relacja Neila na temat tego zdarzenia została udokumentowana w autobiograficznej książce o Mötley Crüe, pt. „The Dirt: Confessions of the World’s Most Notorious Rock Band” (pol. „Brud. Wyznania gwiazd rocka cieszących się najgorszą sławą”). Max Milner zagrał Razzle’a w filmie The Dirt (pol. Brud) z 2019 r., który był adaptacją książki.

## Dyskografia

### Z Hanoi Rocks

#### Albumy studyjne
- Self Destruction Blues (1982 r.) (Występuje tylko w japońskiej, odnowionej wersji)
- Back to Mystery City (1983 r.)
- Two Steps from the Move (1984 r.)

#### Albumy z nagraniami na żywo
- All Those Wasted Years (1984 r.)
- The Nottingham Tapes (2008 r.) (Filmik)

#### Kompilacja albumów
- The Best of Hanoi Rocks (1984 r.)
- This One’s for Rock’n’roll – The Best of Hanoi Rocks 1980–2008 (2008 r.)